# NS 600 (stoomlocomotief)
De serie NS 600 was een serie stoomlocomotieven van de Nederlandse Spoorwegen (NS) en diens voorganger Maatschappij tot Exploitatie van Staatsspoorwegen (SS).
Voor de exploitatie van de spoorlijnen Breda - Tilburg (geopend op 5 oktober 1863) en Harlingen - Leeuwarden (geopend op 27 oktober 1863) bestelde de SS een viertal stoomlocomotieven met de asindeling 1A1 bij de fabriek van Beyer, Peacock and Company in Manchester. De 1 en 2 werden in het zuiden tussen Breda en Tilburg ingezet, de 3 en 4 in het noorden. De locomotieven waren voorzien van een ketel voor een maximale stoomspanning van 6,2 kg/cm2. Met de uitbreiding van beide spoorwegnetten volgde in 1866 een vervolgserie van 6 locomotieven die bij de SS de nummers 79-84 kregen. Deze locomotieven werden voorzien van een ketel voor een maximale stoomspanning van 8,3 kg/cm2.
In 1872 werd de serie vernummerd in de aaneengesloten reeks 131-140. In 1876 volgde nogmaals een vernummering, nu in 251-260.

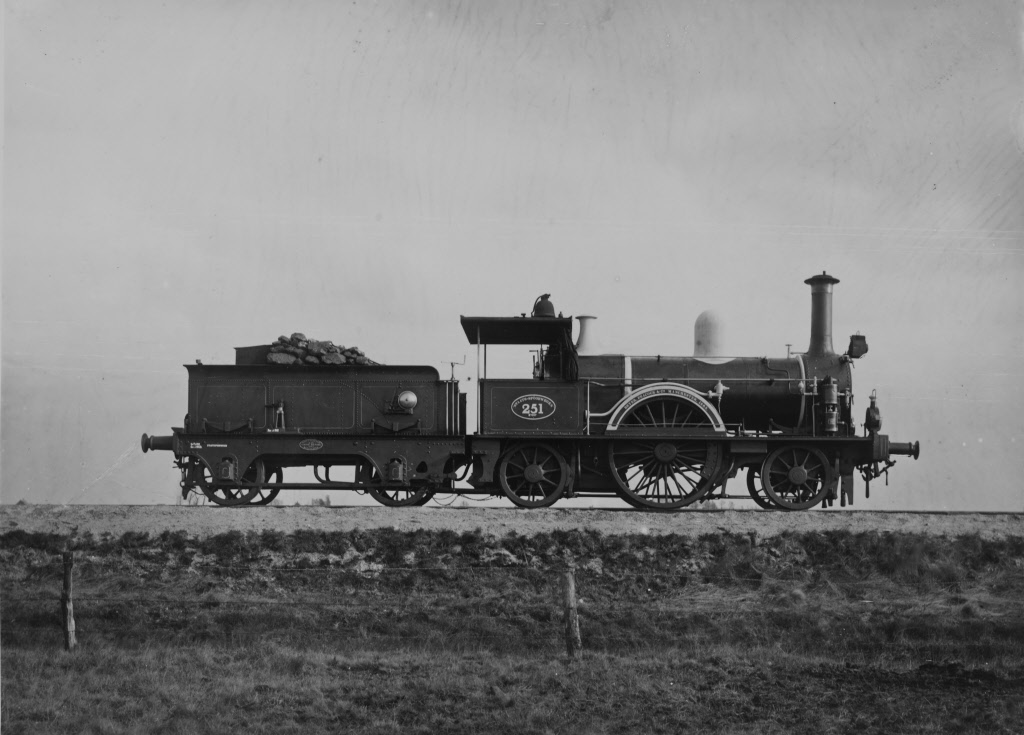
De S.S. 251 tussen 1910 en 1913.

In de jaren 1880 raakten deze locomotieven steeds minder geschikt voor de zwaarder wordende personentreinen. In 1882 werd een zestal locomotieven (de 252, 253, 255, 256, 257 en 258) verbouwd, waarbij de voorste loopas en het grote drijfwiel werden vervangen door twee kleine aangedreven assen. De 252 kreeg de grotere ketel van de 259 waartoe beide locomotieven ook omgenummerd werden. Hetzelfde gebeurde met de 253 en 260. Hierdoor ontstonden tevens weer twee aaneengesloten nummerreeksen: de 251-254 met een kleine ketel en nog altijd de asindeling 1A1; en de 255-260 met een grote ketel en de asindeling B1.
In 1891 kreeg de 253 een nieuwe ketel met een maximale stoomspanning van 8,3 kg/cm2, gevolgd door de 254 en 1892 en de 251 en 252 in 1894. Tussen 1911 en 1915 kregen de 255-260 nieuwe ketels, waarbij de maximale stoomspanning gelijk bleef.
In 1893 werden de fabrieksnummers van de 251 en 260 verwisseld.
Als eerste werd de 253 in 1911 buitendienst gesteld, gevolgd door de 251 en 253 in 1913.
Bij de samenvoeging van het materieelpark van de HSM en de SS tot de Nederlandse Spoorwegen in 1921 kreeg de enige nog overgebleven locomotief met de asindeling 1A1 het NS-nummer 501 en de tot asindeling B1 omgebouwde locomotieven met twee aangedreven assen de NS-nummers 601-606. Of de 501 nog werkelijk dit nummer heeft gedragen is onzeker, aangezien de locomotief sinds april 1921 niet meer werd ingezet en de fysieke omnummering in december plaatsvond. De 501 is de enige stoomlocomotief met slechts één aangedreven as die de NS-tijd nog heeft meegemaakt. De 604 werd in 1922 afgevoerd, de overige volgden in 1923.

## Overzicht
| Fabrieksnummer | Bouwjaar | SS nummer | SS nummer 1872 | SS nummer 1876 | Verbouwd tot B1 in 1882 | SS nummer 1886 | NS nummer | Afvoer | Bijzonderheden                                                 |
| -------------- | -------- | --------- | -------------- | -------------- | ----------------------- | -------------- | --------- | ------ | -------------------------------------------------------------- |
| 387/385        | 1863     | 1         | 131            | 251            | Nee                     |                |           | 1913   | In 1893 werden de fabrieksnummers van de 385 en 387 verwisseld |
| 386            | 1863     | 2         | 132            | 252            | Ja                      | 259            | 605       | 1923   |                                                                |
| 385/387        | 1863     | 3         | 133            | 253            | Ja                      | 260            | 606       | 1923   | In 1893 werden de fabrieksnummers van de 385 en 387 verwisseld |
| 388            | 1863     | 4         | 134            | 254            | Nee                     |                |           | 1913   |                                                                |
| 688            | 1866     | 79        | 135            | 255            | Ja                      |                | 601       | 1923   |                                                                |
| 689            | 1866     | 80        | 136            | 256            | Ja                      |                | 602       | 1923   |                                                                |
| 690            | 1866     | 81        | 137            | 257            | Ja                      |                | 603       | 1923   |                                                                |
| 691            | 1866     | 82        | 138            | 258            | Ja                      |                | 604       | 1922   |                                                                |
| 692            | 1866     | 83        | 139            | 259            | Nee                     | 252            | 501       | 1921   |                                                                |
| 693            | 1866     | 84        | 140            | 260            | Nee                     | 253            |           | 1911   |                                                                |